# Эсмаили, Саид
Саид Морад Голи Эсмаили Лейвеси (перс. سعید اسماعیلی‎; род. 15 июля 2003, Дизфуль, Хузестан или Хузестан) — иранский олимпийский чемпион 2024 года, чемпион Азии по борьбе.

## Спортивная карьера
В начале августа 2019 года в Софии стал победителем Первенства мира среди кадетов, в финале он победил Эльмира Алиева из Азербайджана. 22 августа 2021 года вышел в финал юниорского первенства мира в Уфе, в котором уступил россиянину Динисламу Бамматову, став серебряным призёром. В августе 2022 года в Софии, одолев в финале Сурена Агаджаняна из Армении, одержал победу на молодёжном чемпионате мира до 20 лет. 16 апреля 2024 в Бишкеке, победив в решающей схватке кыргызстанца Раззака Бейшекеева, стал чемпионом Азии.
В финале Олимпийских игр 2024 года Эсмаили со счетом 6-5 одолел Парвиза Насибова (Украина) и стал олимпийским чемпионом в весовой категории до 67 кг.